# Don't you see!
《Don't you see!》，是日本摇滚樂團ZARD的第19張單曲和代表作之一，1997年1月6日發行。

## 簡介
- 表題曲為動畫《七龍珠GT》片尾曲。在1996年亦作為動畫《以柔克剛》電視動畫特別篇《以柔克剛Special ずっと君のことが…》的主題歌及插入歌。
- 累計的銷售量突破60萬張。
- 限量版的包裝封面與七龍珠GT動畫的圖樣相同。此外，該歌曲也是在Onicon公信榜內，作為動畫主題曲中唯一有排名第1的單曲。

## 收錄歌曲
1. Don't you see!
作詞：坂井泉水、作曲：栗林誠一郎（日语：栗林誠一郎）、編曲：葉山武
  - 富士電視台動畫「七龍珠GT」的第2代片尾曲。CD收錄版本與電視放送的版本在編曲上有其大的差異。
  - 在發售的單曲版、專輯版中，編曲者皆是葉山武的名字掛名，當時的錄音工程師遙（Haruka）表示過：「其實這首曲編曲者有數人，各自做了幾種版本……。即便如此仍沒有滿意的成品，最終便將其中幾首編曲版本剪貼成一首。雖然這首歌掛名的編曲者是葉山武先生，但我忘不了葉山先生聽了做成成品的CD之後『這不是我的編曲喔～』這句話」[2]。
  - 1999年， 精選輯『ZARD BEST 〜Request Memorial〜』的粉絲投票中，這首歌獲得第1位。此外，在2007年的粉絲投票中則排名第17位，收錄在精選輯『ZARD Request Best 〜beautiful memory〜』的則是現場演唱的版本。
  - PV在紐約進行拍攝。除了在時代廣場的街道上，其封面照片則是與PV中穿著同樣的服裝抓在人行號誌底下。
2. 帰らぬの中で
作詞：坂井泉水、作曲・編曲：德永曉人
  - 日本電視台「いま人」主題曲。該曲目也是首次將B面曲用於商業應用上。
  - 永遠歌曲在當時亦同步進行製作。
  - 該曲目是德永曉人首次在ZARD的歌曲中同時擔任作曲及編曲者。自本作品之後，多數的作品皆由德永執行編曲。
  - 1999年，『ZARD BEST 〜Request Memorial〜』的粉絲投票，本歌排名第32位。(A/B面曲中排名第3位)。
3. Don't you see! (Original Karaoke)
4. 帰らぬ時間の中で (Original Karaoke)

## 收錄專輯
- ZARD BLEND 〜SUN&STONE〜（#1、與單曲版不同）
- ZARD BEST 〜Request Memorial〜（#1、與單曲版不同）
- ZARD Cruising & Live 〜限定盤ライヴCD〜（#1、現場演唱版本）
- Golden Best 〜15th Anniversary〜（#1、與單曲版不同）
- ZARD Request Best 〜beautiful memory〜（#1、'07 Live Ver.）
- ZARD SINGLE COLLECTION 〜20th ANNIVERSARY〜（#1,2、#1與單曲版不同）
- ZARD ALBUM COLLECTION 〜20th ANNIVERSARY〜（#1、TV on-air ver.）
- ZARD Forever Best 〜25th Anniversary〜（#1、與單曲版不同）

## 註解
1. ↑  「Don't you see!」ZARD(ORICON STYLE)2013年10月29日閲覧。
2. ↑  Don't you see! / ZARD | 遥音楽工房 Archive.today的存檔，存档日期2016-02-212013年10月23日閲覧。